# 2008 dans l'Union européenne
Chronologie de l’Union européenne
- 2004
- 2005
- 2006
- 2007
- 2008
- 2009
- 2010
- 2011
- 2012

## Chronologie

### Janvier 2008
- 1er janvier :
  - Malte (lire maltaise) et Chypre (livre chypriote) sont les 14e et 15e États de l'Union à adopter l'euro [1].
  - La Slovénie prend la tête de la présidence de l'Union à la suite du Portugal. Elle est le premier pays à le faire parmi ceux issus de l'élargissement de 2004.
- En janvier, le commerce extérieur mensuel de la zone euro est déficitaire de 11 milliards d'euros à cause de la flambée des matières premières.

### Février 2008
- En février, le commerce extérieur mensuel de la zone euro est bénéficiaire de 0,8 milliard d'euros.

### Mars 2008
- 4 mars :

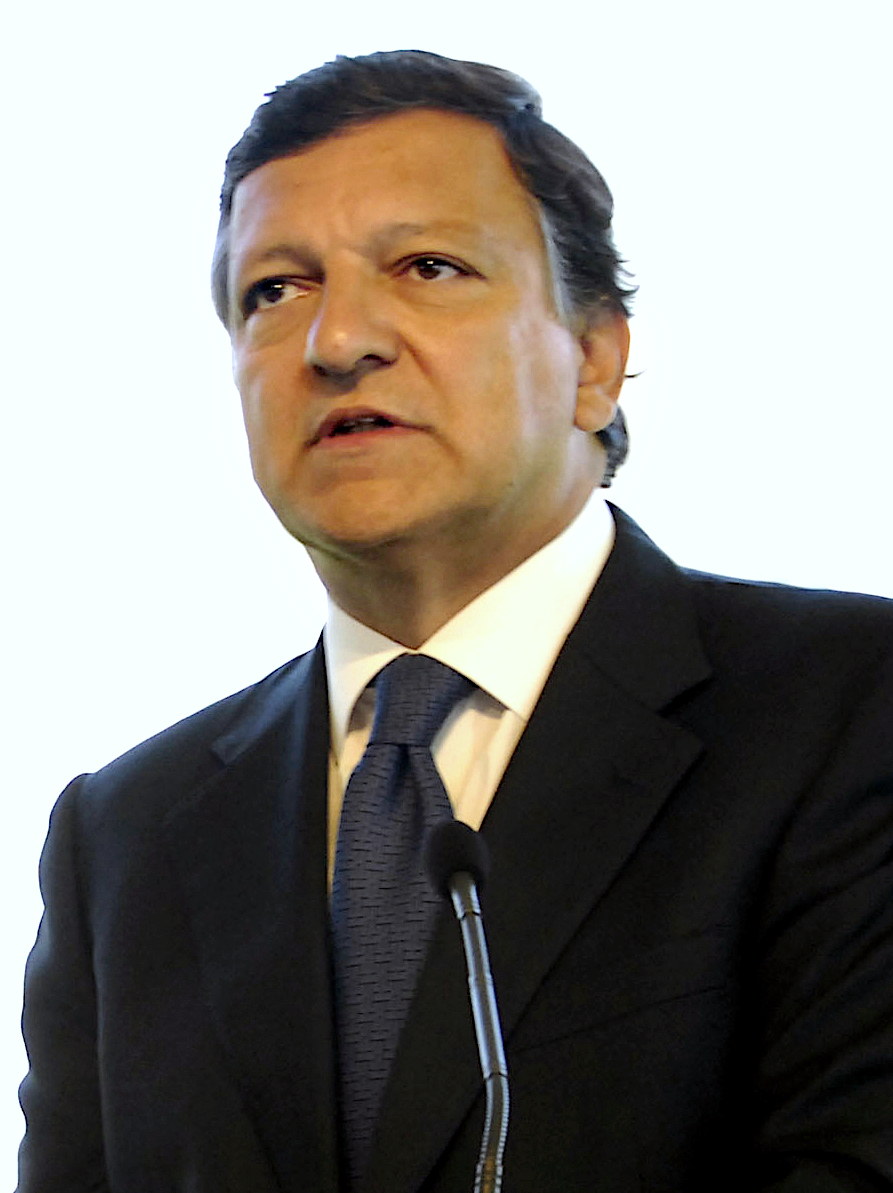
José Manuel Durão Barroso

  - Le président de la Commission européenne, José Manuel Barroso estime que « La force de l'euro est un signe de confiance dans l'économie européenne [...] Si l'économie européenne n'affichait pas d'aussi bonnes performances, l'euro ne serait pas à ce niveau ».
  - Le service d'aide humanitaire de la Commission européenne décide d'allouer une somme de 160 millions d'euros en 2008 au Programme alimentaire mondial par l'intermédiaire de son programme Écho qui s'est engagé à couvrir les besoins de financement de produits alimentaires de 17 pays principalement africains. Ce montant servira à diminuer le besoin de financement du programme qui se monte à 500 millions de dollars (325 millions d'euros), soit l'équivalent d'une aide annuelle pour 18,7 millions de personnes.  Le commissaire au développement, Louis Michel évoque le spectre d'un "tsunami humanitaire", alors que le président José Manuel Barroso dénonce une diminution de l'aide au développement accordée en 2007 par les 27 États qui a plafonné à 0,38 % du PIB de l'UE, loin de l'objectif de 0,7 % fixé pour 2015, dans le cadre de Programme du millénaire de l'ONU.
- 14-15 mars : Le Conseil européen approuve le projet remanié et rebaptisé d'Union pour la Méditerranée, désormais politiquement ouverte à tous les pays de l'UE et à tous les autres pays riverains de la Méditerranée.

### Avril 2008
- 3 avril : Les ventes de détail en volume ont baissé de 0,5 % dans la zone euro en février et ont augmenté de 0,3 % pour l'ensemble de l'UE.
- 10 avril : La Banque européenne d'investissement (BEI) dévoile son plan de dépollution de la Méditerranée financé par le biais du fonds de soutien de la Femip (Facilité euroméditerranéenne d'investissement et de partenariat). Ce plan retient 44 projets prioritaires concernant six pays (Égypte, Israël, Jordanie, Maroc, Syrie et Tunisie) pour un investissement de 2,1 milliards d'euros.
- 15 avril : Selon le Commissaire européen aux Affaires économiques, Joaquim Almunia, le taux de change actuel de l'euro est situé « au-dessus » du niveau « cohérent » avec la réalité économique.
- 16 avril :
  - Selon Eurostat, fin mars 2008, l'inflation dans la zone euro a atteint 3,6 % sur un an contre 1,9 % il y a un an.
  - L'euro atteint un nouveau sommet à 1,5 970 dollar.
  - Le premier ministre irakienne Nouri al-Maliki, accompagné par le ministre du Pétrole Hussain al-Shahristani, est en visite officielle à Bruxelles. Il propose à l'Europe un protocole visant à « renforcer leur coopération en matière énergétique […] en particulier dans le secteur du gaz », dont le pays abrite la dixième réserve mondiale avec près de 3 000 milliards de m3. L'UE, qui cherche à s'affranchir de la tutelle énergétique russe, sponsoriserait la construction d'un nouveau gazoduc, baptisé « Nabucco » long de 3 300 km, partant du champ d'Akkas, situé près de la Syrie, transitant par la Turquie, et susceptible d'alimenter quelques pays de l'Europe centrale et balkanique, dont l'Autriche, la Bulgarie et la Roumanie. De 2003 à 2007, l'UE a accordé à l'Irak 14,2 milliards d'euros et a formé près de mille cinq cents cadres de la fonction publique.
- Lundi 21 avril :
  - Dans le quotidien allemand Die Welt, le commissaire européen à l'Élargissement, Olli Rehn, estime que le Turquie pourrait « rejoindre l'UE dans les dix à quinze ans » si « elle poursuit de façon conséquente son programme de réformes ».
  - L'Agence européenne de la sécurité aérienne (AESA) est chargée d'exiger à partir de 2009 un audit de sécurité de tous les transporteurs qui veulent desservir les 27 pays de l'UE. Selon le directeur de l'AESA, Patrick Goudou : « S'ils échouent à l'audit basé sur les normes de l'Organisation de l'aviation civile internationale (OACI), iles seront interdits de vol en Europe ».
  - En visite au Japon, le Commissaire européen au Commerce, Peter Mandelson exhorte le Japon à s'ouvrir aux investissements étrangers. Selon lui, les investissements européens au Japon ne représentent que 3 % des investissements japonais en Europe.
  - Dans un rapport remis au premier ministre français, François Fillon, Claude Mandil, ancien dirigeant de l'Agence internationale de l'énergie (AIE), propose de créer une véritable solidarité européenne et une véritable harmonisation de la régulation dans l'énergie, notamment dans le secteur de l'électricité et du gaz, de manière à optimiser les prix, les conditions et la durée des contrats et de renforcer les interconnexions, car il estime que l'Europe de l'énergie est encore insuffisamment maillée.
- 22 avril :
  - La chancelière allemande Angela Merkel reçoit le prix Charlemagne 2008.
  - L'euro franchit la barre des 1,60 dollar avec un cours à 1,6002 à la suite de la publication de l'indice américain des reventes de logements anciens en baisse de 2 % en rythme annuel (4,93 millions d'unités).
- 23 avril :
  - Le parlement européen vote à la quasi-unanimité, la mise en place de la base juridique du projet Galileo, futur concurrent du système de navigation par satellites (GPS) américain. Les premiers divers segments du projet (30 satellites et leurs lanceurs, logiciels, relais au sol, centres de contrôles...) pèsent 3,4 milliards d'euros. Après l'échec du premier partenariat public-privé en 2007, le projet est financé en puisant dans le surplus du budget agricole ce qui fait de l'Union européenne la propriétaire de Galileo.
  - Le deuxième satellite du système Galileo est lancé depuis le cosmodrome de Baïkonour au Kazakhstan.
- 24 avril :
  - La Commission européenne et la Parlement européen sont parvenus à un projet de compromis pour soumettre aux 27 pays membres un système plus répressif à l'encontre des immigrés en situation irrégulière. En 2004, Les pays européens avaient prononcés 650 000 décisions d'éloignement, aboutissant à 164 000 retours forcés et 48 000 retours volontaires, soit 32,6 % de décisions réellement appliquées. La durée de rétention pourrait atteindre 6 à 18 mois selon les cas, les mineurs non accompagnés pourraient désormais être également détenus, les familles avec enfants devront disposer de pièces particulières, et une assistance juridique sera obligatoirement fournie. Pour être entériné le texte doit recevoir l'aval d'une majorité d'États membres.
  - En Allemagne, le Bundestag (parlement) ratifie le traité de Lisbonne par voie parlementaire par 515 voix contre 58 et une abstention. Seul le Linkspartei (extrême gauche) a appelé à voter "non". La Bundesrat (chambre des Länder) doit ratifier le texte de 23 mai.
  - Le ministre français des Affaires étrangères, Bernard Kouchner dans un discours à l'Université Humboldt en Allemagne a cité les cinq grandes priorités de la prochaine présidence française de l'UE :
    - la mise au point des nominations aux postes clés créés par le traité de Lisbonne, notamment celui du président du Conseil européen ;
    - l'ensemble des projets tournant autour des questions d'immigration, de contrôle des frontières extérieures et de l'asile ;
    - un plan d'action couvrant les thèmes connexes de l'énergie et du climat ;
    - le projet d'Union pour la Méditerranée ;
    - le retour de la France dans les structures intégrées de l'OTAN, après sa séparation en 1966.
- 25 avril : La Lituanie refuse le compromis européen sur l'ouverture de pourparlers avec la Russie en vue d'un nouveau partenariat stratégique, si n'y sont pas ajoutés quatre points relatifs à la sécurité énergétique, aux engagements internationaux de la Russie, à la coopération judiciaire et à la résolution des conflits avec la Géorgie et la Moldavie.
- 27 avril : La Lituanie met son veto au rapprochement de l'Union européenne avec la Russie, qu'elle accuse de bloquer ses livraisons de pétrole vers la raffinerie lituanienne de Mazeiku, de déstabiliser la Géorgie et de refuser d'enquêter sur la disparition de citoyens lituaniens en Russie dans les années 1990. Le ministre des Affaires étrangères Petras Vaitiekunas déclare : « Nos partenaires de l'UE doivent prendre en compte nos intérêts ». L'ambassadeur de Russie auprès de l'UE, Vladimir Chizov estime que « L'UE a besoin de temps pour devenir adulte ».
- Lundi 28 avril :
  - Nouvelles prévisions de croissance du PIB 2008 en pourcentage dans les pays de la zone euro (moyenne 1,7 %) : Slovénie 4,2 %, Chypre 3,7 %, Luxembourg 3,6 %, Grèce 3,4 %, Finlande 2,8 %, Malte et Pays-Bas 2,6 %, Irlande 2,3 %, Espagne 2,2 %, Allemagne 1,8 %, Belgique et Portugal 1,7 %, France 1,6 %, Italie 0,5 %.
  - Fin mars, l'inflation sur un an se situe à 3,6 % dans la zone euro et à 3,8 % dans l'Union européenne. Cette inflation devrait se poursuivre sur le même rythme sur toute l'année 2008 et redescendre en moyenne à 2,2-2,4 en 2009, sur la base d'une baisse du pétrole à 100 $.

### Mai 2008
- 1er mai : La remise du prix Charlemagne à Angela Merkel — la plus prestigieuse distinction européenne — a été l'occasion d'un échange d'éloges et de témoignages de solidarité, entre elle et le président français.
- Vendredi 9 mai : Début d'une longue période de concentration dans l'industrie sucrière européenne avec l'offre du français Tereos sur l'activité sucrière (Danish Sugar) du groupe Danisco. Selon les accords de l'OMC, l'Europe doit désormais faire face à une double contrainte; d'une part elle n'a plus le droit d'exporter sa production de sucre et d'autre part elle doit ouvrir ses frontières au sucre produit sur le marché mondial. Les entreprises sucrières sont donc désormais obligées de se concentrer.
- Mardi 13 mai : 
  - Les quinze ministres des Finances de l'Eurogroupe s'en prennent aux conditions d'attribution des salaires mirobolants, de bonus et autres parachutes dorés, accordés aux dirigeants d'entreprise. Selon le Comité de politique économique les rémunérations des patrons s'effectuent trop souvent dans la plus parfaite opacité, et le lien entre leurs rémunérations et leur propre niveau de « performance » est trop faible ou inexistant, d'autant plus que peuvent exister des « conflits d'intérêts » dans le cas des stock-options en cas d'une fusion et que le contrôle des actionnaires est jugé "insuffisant".
  - L'UE prolonge jusqu'en juillet 2009, la suspension de ses droits de douane à l'importation de céréales pour faire face à deux années consécutives de récoltes européennes médiocres.
  - Les ministres chargés du Développement dans les 27 pays de l'UE, réunis dans un Conseil extraordinaire, demandent à la junte militaire de Birmanie qu'elle autorise l'« accès libre » des travailleurs humanitaires aux victimes du cyclone et qu'elle prenne des « mesures urgentes » pour faciliter l'acheminement de l'aide. Le Commissaire européen Louis Michel donne l'alerte sur les risques de choléra en raison du manque d'eau potable, indique que cinq experts européens sont déjà sur place et que 15 millions d'euros sont déjà budgétisés.
- 17 mai : La quatrième Nuit blanche des musées connaît la participation de 965 musées français et de 1 045 autres musées de 40 pays d'Europe. Les institutions participantes ont gardé leurs portes ouvertes gratuitement une grande partie de la nuit et ont proposé 3 400 évènements (animations, inaugurations, illuminations, dégustations...)
- Mardi 20 mai : La Commission européenne présente ses propositions pour doter le projet d'Union pour la Méditerranée d'une structure institutionnelle en l'intégrant dans le cadre du processus de Barcelone lancé en 1995. Sous l'influence de Benita Ferrero-Waldner, elle exige, qu'à partir du 1er janvier 2009, la coprésidence européenne de l'UPM soit assurée par le président du Conseil européen ou par le président de la Commission européenne et que la préparation des sommets et des réunions ministérielles soient gérée depuis Bruxelles par un comité de 44 hauts fonctionnaires.
- Jeudi 22 mai : La commissaire européenne Neelie Kroes poursuit son offensive contre Gaz de France dont elle juge la position trop dominante et anticoncurrentielle sur le marché français au détriment de ses concurrents potentiels. Elle veut que les opérateurs historiques, comme le français GDF ou l'allemand E.ON vendent leurs filiales de transport et de distribution, ce qui a été repoussé lundi par la commission de l'énergie du Parlement européen.
- vendredi 30 mai : L'inflation a atteint en mai, 3,6 % en rythme annuel dans la zone euro.

### Juin 2008
- lundi 2 juin 2008 : 
  - Les ministres des Finances de l'Eurogroupe ont rejeté la proposition du président français Nicolas Sarkozy de plafonner la TVA sur les carburants pour faire face à la flambée des prix ce qui aurait créé une TVA pétrole.
  - Le FMI table sur une croissance de 1,75 % (+0,35) en 2008 et 1,25 % (+0,05) en 2009 pour la zone euro et estime que la banque centrale européenne a raison de garder ses taux directeurs inchangés car l'inflation avec 3,6 % est à un niveau élevé.
- Jeudi 5 juin 2008 : 
  - Les ministres de l'Immigration des 27 pays de l'Eurogroupe adopte une directive visant à unifier les pratiques concernant l'expulsion des immigrés en situation irrégulière. Les immigrés en situation irrégulière pourront être détenus dans un centre de rétention européen pour une durée maximale de 18 mois. Des mesures d'assistance ont été décidées comme la fourniture d'interprêtes et de soins médicaux, mais pas d'assistance juridique gratuite. Les étrangers expulsés seront bannis pendant cinq ans. En 2007, sur 200 000 clandestins arrêtés, seulement 90 000 ont été effectivement expulsés.
- Vendredi 6 juin 2008 : 
  - Les ministres de l'Énergie de l'UE, dans le cadre des négociations pour l'ouverture des réseaux de distribution de gaz et d'électricité, n'ont pas suivi la commission européenne qui voulait que les grands monopoles nationaux procèdent à une séparation patrimoniale immédiate de leurs réseaux de distribution (lignes à hautes tensions et gazoducs). Ils se sont accordés sur le principe d'une « troisième voie », en renforçant le rôle des régulateurs nationaux, en obligeant les monopoles à filialiser les réseaux de distribution et en prévoyant des sanctions contre ceux qui ne joueraient pas le jeu en réduisant ou en limitant leurs investissements dans leurs réseaux de distribution. Cependant le Royaume-Uni et les Pays-Bas veulent une évaluation dans cinq ans.
- Lundi 9 juin 2008 : 
  - La BCE dans son rapport semestriel annonce que « les perspectives pour la stabilisation financière dans la zone euro sont hautement incertaines et beaucoup dépendra de la façon dont les conditions macroéconomiques, en particulier celles du marché immobilier américain, évoluent, et dont les banques réagissent […] à un environnement plus délicat ». La période « d'ajustement » du système financier sera « prolongée » et pourrait avoir « un impact plus négatif qu'anticipé sur l'économie réelle ».
- Mardi 10 juin 2008 : 
  - Le sommet États-Unis-UE se réunit au Château de Brdo en Slovénie avec la présence du président George W. Bush qui obtient une déclaration commune en faveur d'un accroissement de la pression diplomatique sur l'Iran.
- Jeudi 12 juin 2008 : 
  - Nette victoire du "non" au référendum irlandais sur le traité européen de Lisbonne avec 53,4 % des suffrages. Parmi les principales motivations des partisans du "non" (nil), ils ne veulent pas se voir imposer : l'IVG et l'euthanasie, une autre fiscalité, l'OTAN et la libéralisation de l'agriculture dans le cadre des négociations de l'OMC. 
    - Le ministre italien Roberto Calderoli déclare : « Toutes les fois où les peuples ont été consultés, ils ont torpillé de manière spectaculaire un modèle d'Europe qui leur parait bien éloigné d'eux. Encore une fois, les peuples ont démontré qu'ils avaient plus de sagesse que leurs gouvernents et leurs Parlements. »
    - Le président tchèque Vaclav Klaus estime que le traité est « fini » et qu'il « n'était plus possible de poursuivre sa ratification ».
    - Le président du groupe UMP à l'Assemblée nationale française, Jean-François Copé, s'interroge : « Combien de référendums faudra-t-il perdre pour enfin comprendre le message des citoyens. »
    - Le très européen président du Modem, François Bayrou estime que ce rejet révèle le « fossé » qui « s'est creusé entre les peuples européens et leurs institutions », les citoyens « ont l'impression que l'Europe est devenue uniquement une machine pour initiés purement économique et commerciale, et qui ne les protège pas dans les difficultés des temps ».
    - Le député Nicolas Dupont-Aignan déclare « Les dirigeants européens n'ont plus le choix, ils doivent se rendre à la raison : les peuples d'Europe rejettent une Union supranationale, bureaucratique et inefficace ».
- Vendredi 13 juin 2008 : 
  - La commission européenne interdit à partir du lundi 16 juin la pêche au thon rouge en Méditerranée par les thoniers de l'UE.
  - Les ministres des Transports libéralisent la concurrence dans le transport routier. Désormais les transporteurs pourront desservir deux villes d'un pays étranger, pratique appelée « cabotage ». Cette décision a pour but de permettre aux camions de ne pas rentrer à vide vers leur base après une livraison à l'autre bout de l'Europe, évitant de ce fait un gaspillage de carburant et favorisant une baisse du nombre de camions sur les routes.
- Lundi 16 juin 2008 : 
  - La Commission européenne, jugeant que trop de thons rouges ont été pris durant la saison 2007 en Méditerranée, décide d'avancer de quinze jours la date de fermeture de leur pêche pour 2008. Le Ministre français de la Pêche, Michel Barnier accuse les thoniers turcs d'avoir surpêchés pour revendre aux japonais alors que les thoniers européens n'auraient pris que la moitié de leur quota. Auparavant massacrés, les thons sont aujourd'hui pêchés par milliers pour être engraissés dans des fermes marines d'élevage. Base essentielle des sushi-sashimi japonais, recette aujourd'hui mondialisée, le cours du kilogramme de thon rouge peut atteindre jusqu'à 500 $.
  - Les ministres des Affaires étrangères des 27 pays de l'UE, réunis à Luxembourg :
    - Approuvent un document sur un « partenariat avancé avec Israël » impliquant sa « participation à de nombreux programmes communautaires ». Selon des observateurs[2], ce "partenariat « équivaut » à conférer à l'État juif un statut de quasi-membre de l'Union européenne".
    - Sous l'influence de Javier Solana, les ministres des Affaires étrangères refusent de voter de nouvelles sanctions contre l'Iran, allant contre le désir du premier ministre britannique, Gordon Brown, et du conseiller américain à la Sécurité nationale, Stephen Hadley d'obtenir de l'UE du nouvelles sanctions.

  - Le Conseil européen lance une campagne contre la fessée avec le caustique slogan « Levez la main contre la fessée ». 18 pays européens ont à ce jour interdit complètement la fessée.
  - Les poids lourds bloquent l'accès à de nombreuses grandes villes pour protester contre l'envolée du prix du gazole et contre les décisions prises vendredi par les ministres des Transports de l'UE en faveur d'une plus grande libéralisation du secteur.
- Jeudi 19 juin 2008 : 
  - L'Allemagne rejette la proposition de la France d'alléger la fiscalité sur les produits pétroliers pour venir en aide aux pêcheurs et aux routiers, estimant qu'en fin de compte, ce genre de mesures financières « empêchent les adaptations nécessaires aux conditions changeantes du marché ». De plus les ministres de Finances de la zone euro estiment que la proposition française d'utiliser les recettes fiscales supplémentaires générées par la hausse des prix du pétrole pour alimenter un fonds destiné à venir en aide aux professionnels vulnérables est un mauvais signal envoyé aux producteurs de brut qui pourraient être encouragés à faire monter les cours.
- Vendredi 20 juin 2008 : 
  - À la suite de la nette victoire du « non » au référendum sur le traité de Lisbonne avec 53,4 % des suffrages, les chefs d'État européens et de gouvernement se réunissent à Bruxelles. Ils tombent d'accord sur la nécessité de poursuivre le processus de ratification du traité de Lisbonne, quitte à créer une UE à deux vitesses. Ils décident de se revoir en octobre pour faire « un point d'étape » sur l'évolution de la situation créée par le « non » irlandais. 
 Lors de la réunion, le président français Nicolas Sarkozy accuse Bruxelles d'avoir contribué au refus irlandais et accuse particulièrement le Commissaire européen au Commerce, Peter Mandelson d'avoir « amplifié » la crise en proposant de conclure un accord « déséquilibré » dans le cadre du cycle de Doha, susceptible de léser fortement les intérêts des agriculteurs européens et irlandais : « Un enfant meurt de faim toutes les trente secondes et nous devrions aller négocier une coupe de 20 % dans la production agricole européenne. Honnêtement je pense qu'il n'y a qu'une seule personne partageant cette opinion : c'est M. Mandelson ».
- Mardi 24 juin 2008 : 
  - Selon le sondage semestriel TNS sur le sentiment d'appartenance des européens à l'Union européenne, 52 % sur l'ensemble des 27 pays de l'UE estiment que c'est une bonne chose, dont : 75 % aux Pays-Bas, 73 % en Irlande, 65 % en Espagne et en Pologne, 60 % en Allemagne, 54 % en Suède, 48 % en France, 47 % en Grèce, 39 % en Italie, 36 % en Autriche, 32 % en Hongrie et 30 % en Grande-Bretagne.
  - Le Commissaire européen à la Pêche, Joe Borg confirme l'interdiction du 16 juin, de capturer des thons rouges en Méditerranée au nom de la sauvegarde de l'espèce. En fait cette interdiction touche les thoniers qui piègent le thon dans d'immenses filets dérivants circulaires. Seuls les palangriers qui capturent le thon à l'hameçon peuvent désormais continuer leur activité.
- Mercredi 25 juin 2008 : 
  - Selon Cristina Gallach, la porte-parole de Javier Solana, le président Nicolas Sarkozy a promis d'arriver à la présidence de l'UE avec de nombreux projets d'initiative pour donner un nouvel élan à l'Europe de la Défense : « On ne fera pas la défense européenne sans la France. Nous avons besoin d'un leadership crédible. Et lorsque Nicolas Sarkozy parle, il y a derrière une grande armée en train de se réformer, un pays qui s'apprête à réintégrer l'OTAN et une formidable capacité de mobilisation pour les autres ».
  - La Commission européenne propose un plan de soutien aux 23 millions de petites entreprises de moins de 250 salariés de l'Union européenne. Elle propose :
    - un statut de société privée européenne fonctionnant selon les mêmes principes dans toute l'Europe,
    - la limitation de la responsabilité des actionnaires à leur apport ;
    - une TVA réduite pour les services fournis localement, y compris les services à forte intensité de main-d'œuvre ;
    - un engagement des États à réduire la charge administrative de 25 % d'ici 2012.
- Jeudi 26 juin 2008 : 
  - 8 413 européens de dix-sept États ont répondu à l'appel de l'Agence spatiale européenne dans le cadre de sa campagne de recrutement des futurs astronautes lancée le 19 mai dernier. Finalement seuls quatre titulaires et quatre remplaçants seront sélectionnés pour effectuer des missions de six mois à bord de la station spatiale internationale. Parmi les candidats 22,1 % de Français, 21,4 % d'Allemands, 11,0 % d'Italiens, 9,8 % de Britanniques et 9,4 % d'Espagnols.
- Vendredi 27 juin 2008 : 
  - L'ancien président cubain Fidel Castro, exprime son « mépris » à l'UE et dénonce son « énorme hypocrisie » dans sa décision récente de lever les sanctions contre Cuba.
- Lundi 30 juin 2008 : 
  - Le président polonais, Lech Kaczynski annonce qu'il ne signera pas le traité de Lisbonne le jugeant désormais « inutile », bien que voté par les deux chambres.

### Juillet 2008
- Mardi 1er juillet 2008 : la France prend la présidence de l'Union européenne pour 6 mois.
- Dimanche 13 juillet 2008 : Le premier sommet de l'Union pour la Méditerranée se tient à Paris.

### Octobre 2008
- Mercredi 8 octobre 2008 : La BCE baisse son taux directeur.
- Dimanche 12 octobre 2008 : Sommet des dirigeants de la seule zone euro à Paris, Eurogroupe, pour mettre au point un plan coordonné de sauvetage des banques de près de 2 000 milliards d'euros.
- Jeudi 23 octobre 2008 : Le Parlement européen, malgré les pressions, attribue le Prix Sakharov pour la liberté de pensée au dissident chinois Hu Jia que la Chine considère comme « un criminel emprisonné en Chine ». Selon le président du Parlement européen, Hans-Gert Pöttering, le Prix est « décerné à Hu Jia au nom des sans voix de la Chine et du Tibet », « le Parlement européen rend hommage au combat quotidien pour la liberté de tous les défenseurs des droits de l'Homme en Chine »[3],[4].
- Mardi 28 octobre 2008 : La monnaie européenne atteint son plus bas annuel autour de 1,233 dollar pour 1 euro.

### Novembre 2008
- Mardi 4 novembre 2008 : 
  - Le premier ministre luxembourgeois Jean-Claude Juncker refuse la proposition d'un gouvernement économique européen comme le propose le président français Nicolas Sarkozy : « Je pense qu'il serait peu utile d'institutionnaliser un Eurogroupe au niveau des chefs d'État et de gouvernement […] Le président Sarkozy, à de très nombreuses reprises, et avant d'occuper la présidence de l'UE, a plaidé pour un Eurogroupe au niveau des chefs d'État et de gouvernement [mais] cette idée n'a jamais reçu l'aval de la plupart des États membres et composant l'Eurogroupe »[5]. L'Allemagne et la République Tchèque rejettent aussi cette proposition.
- Lundi 10 novembre 2008 : 
  - Les ministres de la Défense européens ont donné leur feu vert à une force aéronavale commune, avec comme objectif de lutter contre les pirates au large des côtes de la Somalie et dans le golfe d'Aden.  Il s'agit d'une première dans l'histoire de l'UE. L'opération Eunavfor Atalanta devrait être opérationnelle dès le début du mois de décembre et prendra le relais de la « cellule de coordination » franco-espagnole en activité depuis mi-septembre. Elle sera commandée par le vice-amiral britannique Philip Jones, elle sera constituée d'au moins sept navires de guerre et disposera de l'appui de patrouilleurs aériens et collaborera avec des unités de l'OTAN. Légalement l'opération s'appuie sur la résolution 1816 de l'ONU sur la piraterie qui permet l'entrée de navires de guerre et l'emploi de la force pour traquer des pirates dans les eaux somaliennes considérées comme les plus dangereuses du monde.
- Jeudi 13 novembre 2008 : 
  - 20 000 cheminots selon les syndicats, venus d'une douzaine de pays d'Europe manifestent dans les rues de Paris à l'appel de la section ferroviaire de la Fédération européenne des transports (ETF), pour protester contre la libéralisation ferroviaire.
- Vendredi 14 novembre 2008 : 
  - L'inflation atteint son plus bas niveau depuis le début de l'année avec 3,2 %, grâce à la baisse des produits pétroliers. La zone euro entre officiellement en récession.
  - La banque franco-belge Dexia annonce une nouvelle perte de 1,54 milliard d'euros pour le troisième trimestre et une autre de 1,5 milliard d'euros liée à la vente de sa filiale FSA.
  - Sommet UE-Russie à Nice, Nicolas Sarkozy assure le président russe Dmitri Medvedev de sa volonté de relancer les négociations sur un accord de partenariat et critique le bouclier antimissile américain.
  - Sommet de Nice sur la sécurité européenne entre l'UE et la Russie. Nicolas Sarkozy assure le président russe Dmitri Medvedev de sa volonté de relancer les négociations sur un accord de partenariat et critique le bouclier antimissile américain. Le président de l'UE Nicolas Sarkozy s'est dit « très préoccupé » par les menaces du président russe de déployer des missiles dans l'enclave de Kaliningrad, frontalière de l'Union européenne, pour « neutraliser » les éléments du bouclier antimissile américain.
  - Création du premier réseau européen des médias islamistes par une assemblée de quelque trente médias musulmans de toute l'Europe, réunis à Madrid, dans le but de « faire émerger une agence de presse européenne sur le fait musulman » qui passerait par « la création d'un site internet » servant de liens entre les différents médias musulmans du continent.
- Mardi 18 novembre 2008 : 
  - Manifestation européenne à Bruxelles de quelque dix mille agriculteurs et ouvriers de la filière tabac, venus réclamer la poursuite jusqu'en 2013 du système actuel de subventions. La filière fait travailler 100 000 exploitants et 400 000 saisonniers dans l'UE.
  - Les ministres européens de l'Agriculture lancent un programme subventionné de distribution de fruits et de légumes aux enfants dans les écoles pour lutter contre les mauvaises habitudes alimentaires et l'obésité. Selon la Commission européenne, 22 millions d'enfants européens présentent une surcharge pondérale et plus de 5 millions d'entre eux sont obèses.
- Mercredi 19 novembre 2008 : 
  - Les pays de l'Union européenne annoncent un accord pour réaménager la Politique agricole commune (PAC) avec quatre mesures phares : 
    - relèvement progressif des quotas laitiers jusqu'à leur libéralisation complète en 2015,
    - transfert progressif du budget des aides directes vers le budget environnement,
    - baisse (blé, beurre, lait en poudre) ou suppression (porc) des mécanismes de soutien aux prix agricoles,
    - suppression du mécanisme de mise en jachère des terres agricoles en vigueur depuis 1988.

  - Le Parlement européen adopte le projet de « carte bleue » — carte de travail des travailleurs immigrés — mais en la réservant aux emplois les plus qualifiés, ceux avec un seuil du salaire minima à 1,7 fois le salaire brut moyen du pays où la demande est déposée[6]. Les députés ont aussi voté des dérogations supplémentaires pour les secteurs en pénurie de main d'œuvre.
- Jeudi 20 novembre 2008 : 
  - La commissaire chargée des relations extérieures Benita Ferrero-Waldner présente une communication sur les relations entre l'UE et l'Arctique, s'agissant de trouver « le juste équilibre entre l'objectif prioritaire que constituent la préservation de l'environnement et la nécessité d'une exploitation durable des ressources naturelles », ce qui signifie que  l'Union européenne veut aussi se positionner dans l'Arctique pour accéder aux ressources naturelles, notamment du fait de leur libération par la fonte de la banquise qui fut spectaculaire en 2007 mais contrebalancée par sa reconstitution en 2008 alors que les cinq pays riverains - Russie, Canada, États-Unis (via l'Alaska), Norvège, et Danemark (avec le Groenland) - rivalisent d'initiatives pour affirmer leur présence dans la région[7].
- Mardi 25 novembre 2008 : 
  - Un collectif de Roms, soutenu par Romeurope et l'association Parada, demande que leurs droits et notamment un libre accès au marché du travail soient reconnus dans l'UE à l'occasion des 60 ans de la Déclaration universelle des droits de l'Homme le 10 décembre. Ils réclament aussi la fin des mesures transitoires qui limitent l'accès des Roumains et Bulgares au marché de l'emploi, l'inscription des enfants roms à l'école afin qu'ils bénéficient des conditions nécessaires pour une scolarisation régulière et effective, l'arrêt des expulsions de squats et bidonvilles sans solution de relogement et la fin des mesures d'éloignement du territoire distribuées de manière ciblée.
- Mercredi 26 novembre 2008 : 
  - L'Organisation mondiale du commerce annonce rejeter l'appel de l'UE concernant une première décision qui contestait que son système d'importation de bananes contrevenait aux règles du commerce international.
  - Le premier ministre de Chine reporte le sommet avec l'Union-européenne et le sommet France-Chine (2 décembre à Paris), en raison de la rencontre prévue entre le président Nicolas Sarkozy et le dalaï lama, le 6 décembre à Gdansk (Pologne)[8],[9].
- Jeudi 27 novembre 2008 : 
  - En raison de l'annulation des déplacements en France du premier ministre chinois, Wen Jiabao, l'avionneur européen Airbus annonce le report de la commande de 150 avions signée en novembre avec la centrale d'achat chinoise CASGC portant sur un engagement d'achat pour 110 moyen-courriers A320 et 40 long-courriers A330.
  - Selon les données publiées ce matin par la Commission européenne, la confiance des chefs d'entreprise et des consommateurs de l'Union européenne s'est effondrée en novembre à son plus bas niveau depuis 23 ans face à la récession.
  - Les ministres de l'Intérieur des 27 pays de l'UE entérinent l'adhésion de la Suisse à l'Espace Schengen. À partir du vendredi 12 décembre 2008, les contrôles systématiques des personnes aux frontières de la Suisse n'existeront plus mais la situation ne changera dans les aéroports qu'à partir du 29 mars 2009[10]
- 'Vendredi 28 novembre 2008 :
  - Le premier ministre français François Fillon est en visite officielle au Château de Lucens(canton de Vaud) pour une journée de travail avec le Président de la Confédération suisse Pascal Couchepin et les ministres Moritz Leuenberger et Micheline Calmy-Rey. Il estime en substance que la Suisse n'est pas un paradis fiscal, mais qu'elle doit faire preuve de plus de transparence, et doit accélérer la coopération bilatérale en matière de lutte anti-fraude. Le secret bancaire doit être appliqué de façon raisonnable, de manière qu'il n'y ait pas d'obstruction à la coopération et à l'entraide judiciaire. À la suite de la crise financière, l'Allemagne et d'autres pays de l'UE ont exercé de nouvelles pressions sur la Suisse en matière de secret bancaire. Selon Pascal Couchepin, la Suisse est prête à renégocier l'accord sur la fiscalité de l'épargne, mais pas avant que l'Union européenne n'ait adopté une position commune en son sein.
- Dimanche 30 novembre 2008 : 
  - Le président de la Commission européenne, José Manuel Barroso, déclare qu'il attend une décision « très claire » de baisse des taux d'intérêt de la Banque centrale européenne. Il estime aussi que la crise économique et financière a rapproché le Royaume-Uni et le Danemark de la zone euro, deux pays où la réflexion sur l'adhésion avance.

### Décembre 2008
- Lundi 1er décembre 2008 : 
  - Les socialistes et sociaux-démocrates européens adoptent un « manifeste » en vue des élections européennes de 2009, proposant « un nouveau modèle par rapport au libéralisme, où l'économique reprend le pas sur la finance ». Selon Martine Aubry : « La gouvernance mondiale libérale et le libéralisme financier viennent de faire la preuve d'un échec social, moral et économique [...] La droite va prendre quelques mesures financières et tout va recommencer comme avant [...] Ce n'est pas le marché qui doit diriger nos vies et la société, mais les hommes et femmes, avec un marché régulé, dans une société où chacun a accès aux droits fondamentaux ».

- Mardi 2 décembre 2008 : 

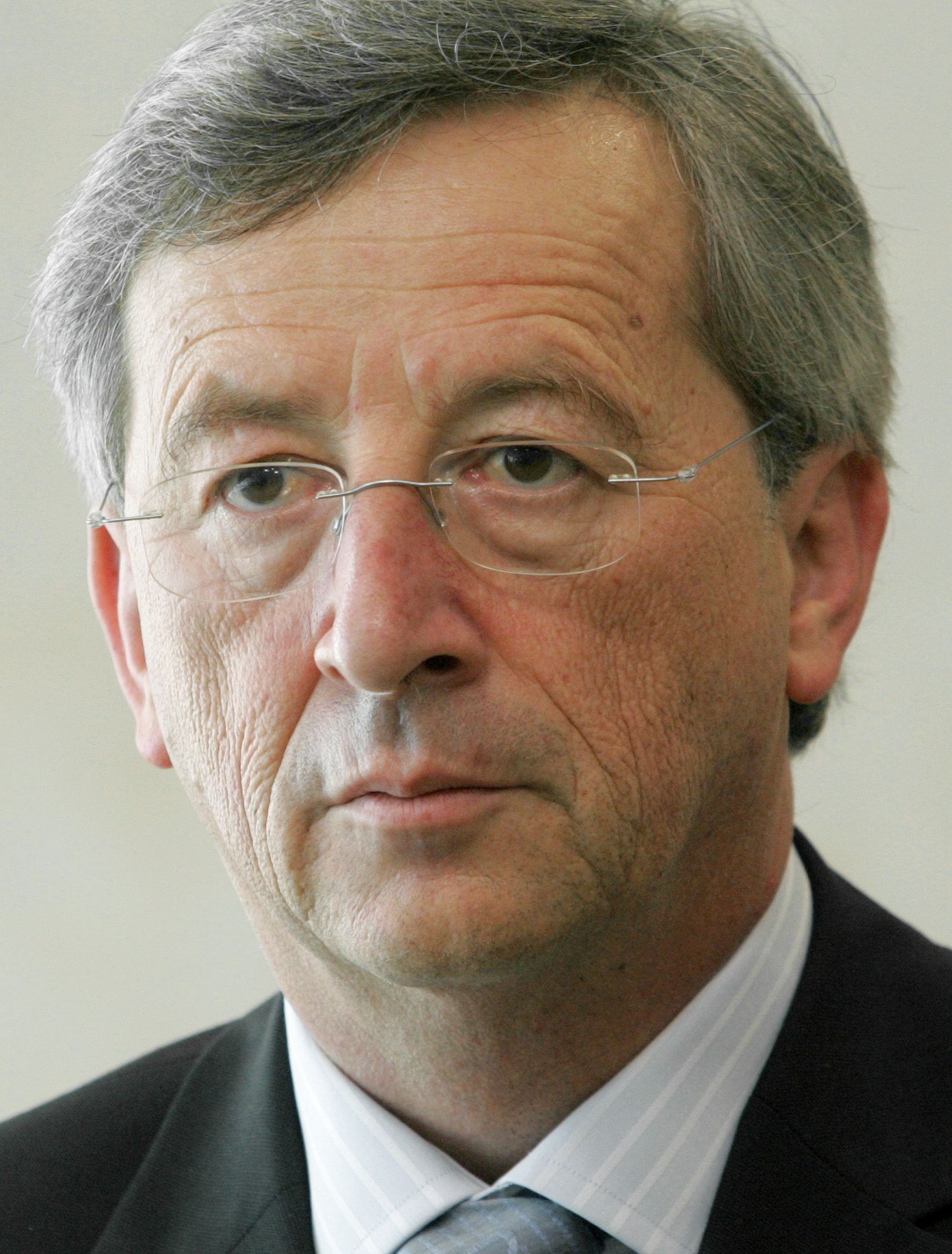
Jean-Claude Juncker
(2006)

  - Les ministres des Finances annoncent que la zone euro ne baissera pas les taux principaux de TVA pour faire face à la récession économique, refusant ainsi de suivre l'exemple de la Grande-Bretagne. Selon Jean-Claude Juncker, Premier ministre et ministre des Finances du Luxembourg et président de l'Eurogroupe, il n'est pas certain qu'une baisse des taux de TVA ait « un effet sur les prix et donc sur la consommation », « le fait d'annoncer une baisse de la TVA temporaire » suivie peu de temps après d'un relèvement « ne produira pas les effets souhaités sur le moyen terme ». Il s'est aussi montré sceptique sur la capacité de l'Europe à atteindre l'objectif de 200 milliards d'euros fixé par la Commission européenne pour le plan de relance économique de l'UE : « Je ne mettrai pas trop l'accent sur ce chiffrage, l'important c'est la direction, et que tout le monde soit d'accord pour faire un effort important et pour mettre l'accent sur les investissements publics ».
- Mercredi 3 décembre 2008 : 
  - La Commission européenne annonce l'interdiction toutes les importations chinoises de produits contenant du soja destinés aux enfants, après que des taux élevés de mélanine ont été relevés sur certains produits.
- Jeudi 4 décembre 2008 : 
  - La Cour européenne des droits de l'Homme condamne le Royaume-Uni pour avoir autorisé la conservation illimitée des « empreintes digitales, échantillons biologiques et profils ADN des personnes soupçonnées d'avoir commis des infractions mais non condamnées », ce qui constitue selon la Cour une « atteinte disproportionnée au respect de la vie privée » non nécessaire dans une société démocratique.
  - La Banque centrale européenne (BCE) s'attend à une récession en zone euro en 2009, avec une contraction de 0,5 % en moyenne du Produit intérieur brut.
- Vendredi 5 décembre 2008 : 
  - Le constructeur aéronautique Airbus engrange un très important contrat ferme avec Etihad Airways, concernant 20 moyen-courriers A320, 25 long-courriers A350 et 6 gros porteurs A380.
- Samedi 6 décembre 2008 : 
  - Le film italien Gomorra a remporté le prix du meilleur film de l'année ainsi que quatre autres récompenses à la 21e cérémonie de l'European Film Awards (EFA) à Copenhague.
- Dimanche 7 décembre 2008 : 
  - Des milliers de carcasses de porcs contaminés à la dioxine ont été découverts en France et en Belgique au cours de contrôles de routine à la frontière. Ces porcs élevés en Irlande ont été nourris avec des aliments pour porc. 25 pays seraient concernés dont six entreprises en France. Lundi, la Commission européenne a invité tous les pays de l'Union européenne à bloquer et à contrôler la viande de porc et les produits dérivés importés d'Irlande.

- Lundi 8 décembre 2008 : 
  - Les ministres européens chargés de l'Énergie ont trouvé un compromis politique sur la loi qui obligera les Européens à inclure obligatoirement 20 % d'énergies renouvelables (éolien, solaire, hydraulique, biocarburants) dans leur consommation énergétique totale en 2020. Ce texte législatif constitue l'un des piliers du plan de lutte de l'UE contre le changement climatique.
  - Le ministre allemand des Affaires étrangères Frank-Walter Steinmeier proteste contre le fait que la chancelière Angela Merkel n'ait pas été conviée au mini-sommet européen qui s'est tenu Londres entre le président français Nicolas Sarkozy, le premier ministre britannique Gordon Brown et le président de la Commission européenne, José Manuel Barroso, pour une réunion consacrée à la crise économique.
  - L'UE fixe le calendrier pour bannir progressivement en 2012 les lampes classiques à incandescence. Leur succéderont des lampes halogènes plus performantes, ou des "fluo-compactes" dites aussi lampes basse consommation (LBC), consommant jusqu'à 80 % de moins d'énergie[11].
- Mardi 9 décembre 2008 : 
  - Le président Nicolas Sarkozy, estimant que l'Europe « n'arrive pas à convertir la qualité de sa recherche en croissance », il propose « une nouvelle stratégie, plus forte que celle de Lisbonne » et souhaite que l'Europe place la recherche et l'innovation « au cœur de son économie » en proposant de faire de 2009 une « année de l'innovation » et de créer une Académie européenne des sciences et des techniques.
  - La Cour européenne de justice condamne la France à une amende de 10 millions d'euros pour avoir tardé à transposer une loi européenne sur le contrôle de la dissémination des OGM dans l'environnement, finalement inscrite dans la législation française en juin 2008. La Commission européenne exigeait 38 millions d'euros.
  - Affaire Airbus/EADS : Le Français Olivier Andriès, ancien vice-président d'Airbus, soupçonné d'avoir profité d'informations privilégiées sur le groupe aéronautique EADS, a été mis en examen pour « délits d'initiés » et placé sous contrôle judiciaire[12]. 17 dirigeants et anciens dirigeants du groupe — neuf Français, quatre Allemands, deux Américains, un Finlandais et un Britannique — sont mis en cause par l'Autorité des marchés financiers (AMF); 11 sont toujours en poste chez EADS.
- Jeudi 11 décembre 2008 : 
  - Les pays européens ont trouvé un accord de principe prévoyant que l'Irlande organisera un nouveau référendum sur le traité de Lisbonne d'ici novembre 2009 moyennant « les garanties juridiques nécessaires » à quatre problèmes identifiés comme prioritaires par Dublin : la garantie que la neutralité militaire du pays, son autonomie fiscale et l'interdiction de l'avortement ne seront nullement remis en cause par le traité, et le maintien du principe d'un commissaire européen par pays de l'UE.
  - Les dirigeants européens se sont mis d'accord sur l'objectif d'un plan de relance d'environ 200 milliards d'euros, soit 1,5 % du produit intérieur brut (PIB) européen.
- Vendredi 12 décembre 2008 : 
  - Le sommet européen des chefs d'État adopte un « plan climat » qui marque l'engagement des Européens sur un objectif de réduction de 20 % de leurs émissions de gaz à effet de serre, par rapport à leurs niveaux de 1990, de porter la part des énergies renouvelables à 20 % de la consommation et réaliser 20 % d'économies d'énergie, au moment où la conférence de Poznań sur le climat adopte son calendrier de travail pour aboutir à un nouvel accord global contre le réchauffement fin 2009 à Copenhague. 
    - Le président français Nicolas Sarkozy estime qu'il s'agit d'un accord « historique », de même, « le processus de Lisbonne est relancé […] L'Europe recommence sa marche en avant institutionnelle […] tout le monde est d'accord sur la nécessité d'une relance sur la base du projet » de la Commission européenne.
    - Le président de la Commission des Affaires étrangères du Sénat américain, John Kerry— délégué du président Barack Obama à la conférence Climat de l'ONU — estime que l'accord obtenu à Bruxelles entre les 27 États membres de l'UE sur le paquet énergie climat est un « exemple fantastique […] L'UE aujourd'hui dit : oui nous le pouvons le faire et voici comment […] C'est un véritable acte de leadership qui aura un impact sur Poznan et aura un impact sur Copenhague ».

  - Le député européen Philippe de Villiers, président du Mouvement pour la France (MPF), déclare : « La décision prise, par le sommet européen, d'organiser un second référendum en Irlande est un vrai déni de démocratie et un manque total de respect du peuple irlandais […] Comment peut-on accepter de faire revoter un peuple sous le seul prétexte que le premier résultat ne satisfait pas les élites bruxelloises ? », accusant l'UE de vouloir « imposer, une fois de plus, une Europe que les peuples ne veulent pas et ce au prix de la démocratie ».
  - Eurostar prévoit une « reprise du trafic normal le 1er mars», c'est-à-dire avec 100 % des trains et un temps de parcours ramené à 2H15 entre Paris et Londres, soit six mois après le violent incendie qui avait ravagé une partie du tunnel sous la Manche, le 11 septembre dernier. L'exploitant du tunnel, Eurotunnel, a déjà annoncé que la réouverture complète du tunnel interviendrait au plus tard mi-février, une fois achevés les travaux de réfection.
- Samedi 13 décembre 2008 : 
  - Selon Greenpeace, la conférence de Poznań sur le climat « a échoué sur trois volets essentiels de la négociation » : la réduction des gaz à effet de serre, l'aide aux pays en développement et la protection des forêts.

Milo Djukanovic
(septembre 2006)

- Dimanche 14 décembre 2008 : Le premier ministre monténégrin Milo Djukanovic présente officiellement à Nicolas Sarkozy, président en exercice du Conseil européen et à Olli Rehn, commissaire européen chargé de l'élargissement, la candidature de son pays à l'Union européenne, « un an seulement après la signature de l'accord de stabilisation et d'association »[13].
- Mardi 16 décembre 2008 : Le président français Nicolas Sarkozy s'est insurgé devant le Parlement européen contre les règles européennes en matière de TVA. Il a qualifié d'« étrangeté » le fait que « lorsqu'un pays veut baisser la TVA sur tous les produits, il peut le faire par décision absolument solitaire, et lorsqu'un pays veut baisser la TVA sur une seule catégorie de produits il doit attendre l'accord de tous les autres […] Cette règle ne pourra pas durer, la règle doit être la même pour chacun, je ne pense pas qu'il soit raisonnable de garder cette règle »[14]. En l'état actuel, les pays doivent fixer leur taux normal de TVA à un minimum de 15 % et peuvent appliquer deux taux réduits compris entre 5 et 15 % à seulement certains biens et services figurant sur une liste restreinte, que la Commission veut élargir.
- Mercredi 17 décembre 2008 : 
  - L'inflation baisse fortement à 2,1 %, son plus bas niveau depuis 14 mois.
  - Le Parlement européen a avalisé le plan d'action approuvé par les chefs d'État et de gouvernements pour réduire de 20 % les émissions polluantes de l'UE d'ici 2020 et a refusé d'entériner un projet qui autorise à certaines conditions les travailleurs européens à travailler plus de 48 heures par semaine. Le gouvernement travailliste britannique a promis aujourd'hui qu'il défendrait la dérogation autorisant les employés au Royaume-Uni à travailler dans certains cas plus de 48 heures par semaine, affirmant qu'on devait laisser les employés décider d'eux-mêmes de la durée de leur travail hebdomadaire.
  - La Commission européenne a annoncé un assouplissement provisoire de certaines de ses règles sur les aides d'État, pour « s'attaquer aux effets de la crise du crédit sur l'économie réelle ».
  - Le Premier ministre slovène Borut Pahor annonce qu'il allait mettre son veto à l'ouverture de nouveaux chapitres de négociations en vue de l'adhésion de la Croatie à l'Union européenne.

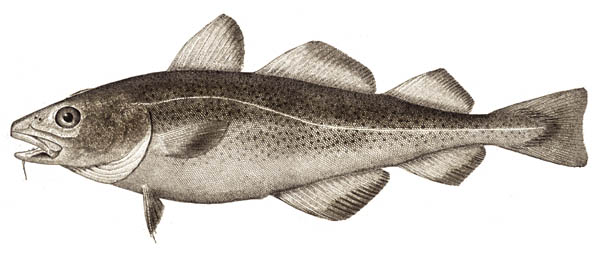
Cabillaud/morue

- Vendredi 19 décembre 2008 : Les ministres de la pêche de l'Union européenne ont trouvé un accord, sur la répartition des quotas de pêche de 2009. Le principal enjeu de l'accord réside dans les quotas de pêche du cabillaud, une espèce considérée comme menacée. Des mesures sont prévues pour réduire les rejets de poissons en mer par les pêcheurs, avec des filets et engins de pêche plus sélectifs, notamment, et l'obligation pour les chalutiers de quitter les zones considérées comme trop sensibles. Les ONG estiment que la moitié des poissons capturés en mer en moyenne y sont immédiatement rejetés, parce qu'ils ne sont pas assez grands ou qu'ils ne correspondent pas aux espèces recherchées[15].
- Lundi 22 décembre 2008 : La Cour européenne des droits de l'homme condamne à l'unanimité la détention provisoire prolongée de l'avocat Vassili Aleksanian, ancien vice-président du groupe pétrolier russe Ioukos, accusé de détournement et de blanchiment d'argent ainsi que d'évasion fiscale. Il est atteint d'un cancer et du sida à un stade avancé, et victime d'une série de graves violations des droits de l'homme de la part des autorités russes. L'arrêt de la Cour estime que son maintien en prison dans son état constituait un traitement inhumain et dégradant, cette détention n'étant pas justifiée par des « motifs pertinents et suffisants »[16].
- Mercredi 24 décembre 2008 : La Direction générale de la concurrence de la Commission européenne soupçonne le groupe énergétique EDF d'« abus de position dominante » dans le cadre de « contrats à long terme conclus par le groupe en France avec des consommateurs finaux d'électricité, en particulier industriels qui seraient de nature à limiter l'accès au marché français de l'électricité et susceptibles de constituer un abus de position dominante ».
- Lundi 29 décembre 2008 : 
  - L'ancien président socialiste de la Commission européenne, Jacques Delors aujourd'hui président du Conseil pour l'emploi, les revenus et la cohésion sociale (CERC), juge dans une interview donnée au journal La Tribune que le bilan de l'euro, dix ans après son introduction, est « globalement positif » : « En dépit des réserves que j'ai émises depuis le rapport Delors de 1989, je pense que le bilan de l'euro est globalement positif […] De 1999 à 2008, la croissance a été de 2,1 % en moyenne annuelle, le taux d'investissement de 2,2 % et la zone euro a créé 16 millions d'emplois […] L'euro a contribué à l'intégration européenne: un tiers du commerce extérieur se fait à l'intérieur de la zone contre un quart il y a dix ans, un tiers du total de l'investissement se fait à l'intérieur de la zone contre un cinquième il y a dix ans [L'inflation] a diminué sensiblement jusqu'à 2007 ».
  - La Commission européenne annonce avoir ouvert une procédure d'infraction contre le groupe d'électricité français EDF, soupçonné d'empêcher ses clients industriels en France de s'adresser à d'autres fournisseurs : « La communication de griefs concerne les contrats conclus par EDF avec des grands clients industriels en France […] La Commission considère que ces contrats pourraient empêcher les clients de s'adresser à d'autres fournisseurs, réduisant ainsi la concurrence sur le marché, en particulier au regard de la nature exclusive et la durée des contrats et de la part du marché concernée par ceux-ci […] Dans ces mêmes contrats, la revente d'électricité apparaît restreinte. Ces pratiques pourraient constituer des infractions aux règles [européennes sur les abus de position dominante et en particulier] avoir rendu difficiles l'entrée et l'expansion des fournisseurs sur les marchés français de l'électricité, et avoir rendu le marché de négoce d'électricité moins liquide »[17].
  - La déléguée générale palestinienne auprès de l'Union européenne, Leïla Chahid, déclare : « Je redoute une explosion de violence qui ne se limitera pas aux frontières de la Palestine parce qu'on ne peut impunément faire ce qu'Israël fait […] Parce que lorsqu'on n'est pas protégé par le droit, comme les Palestiniens ne le sont pas depuis maintenant 41 ans, on ouvre la porte à la violence prise comme moyen de restaurer un rapport de force […] il y aura des réactions de la population dans le monde entier, en tous cas de celle qui est solidaire […] On ne peut pas en tant que communauté internationale faire le silence sur un crime de guerre comme celui-là sans en payer les conséquences […] Je crois qu'il y a une complicité internationale. Bien sûr que l'Union européenne a les moyens [elle aurait dû] repousser le statut de partenariat avec Israël ».
- Mercredi 31 décembre 2008 : L'Union européenne annonce accorder à la Tunisie des subventions d'un montant global de 106 millions d'euros pour l'appui des secteurs économiques dits « stratégiques » : 30 M.€ pour l'amélioration de la gestion des finances publiques grâce à « la mise en place d'un système de gestion budgétaire par objectifs », 33 M.€ au Fonds tunisien de dépollution industrielle ce qui devrait « bonifier une ligne de crédit » de l'Agence française de développement en faveur des entreprises, 30 M.€ pour renforcer les capacités institutionnelles pour une plus grande convergence avec les normes européennes, 10 M.€ pour « alléger un prêt accordé par la Banque européenne d'investissement (BEI) au Groupe chimique tunisien ».

## Compléments